# Kundi (Harfe)

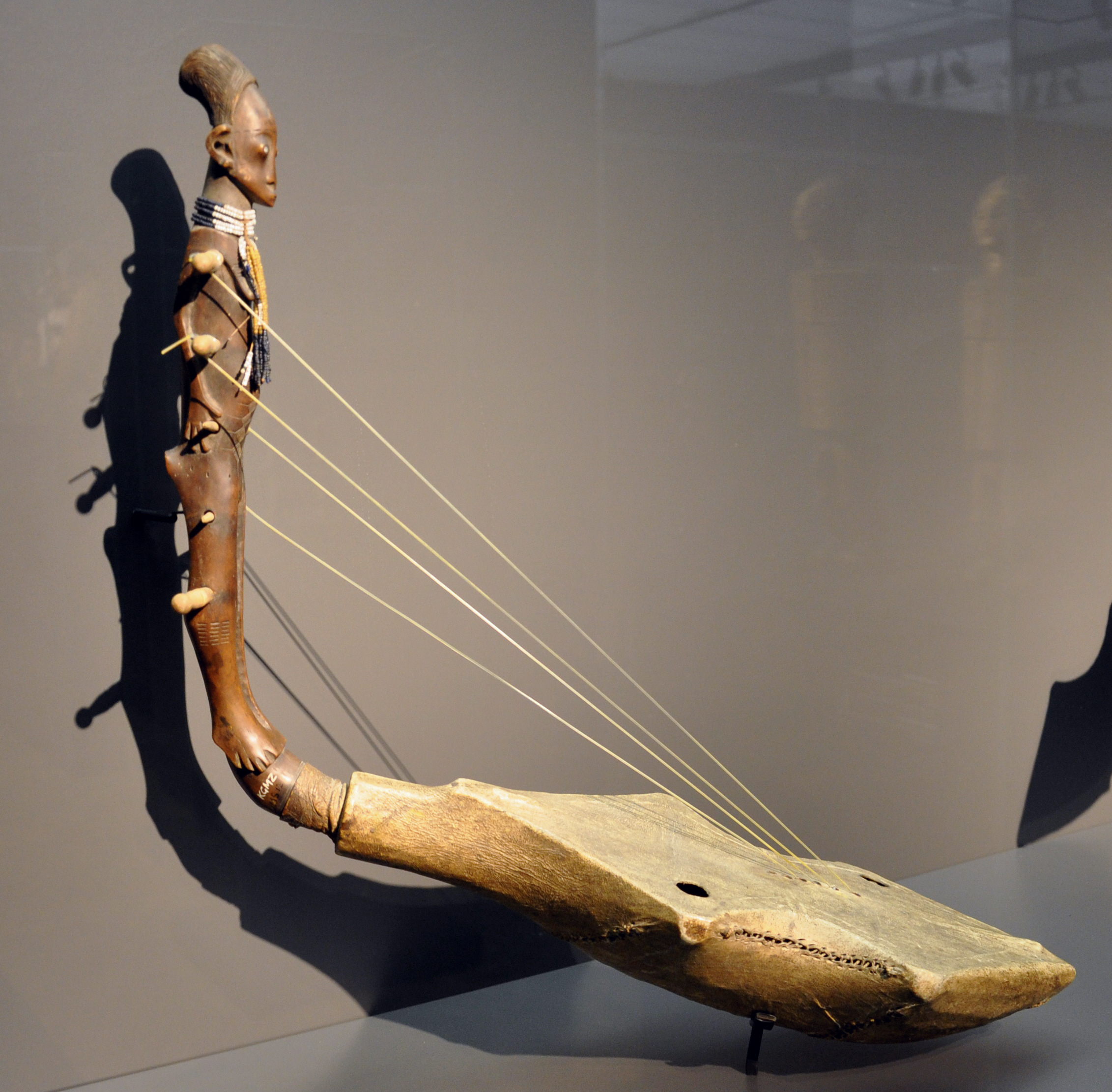
Fünfsaitige kundi der Mangbetu, zweite Hälfte 19. Jahrhundert. Museum Rietberg, Zürich. Wie alle abgebildeten Harfen mit einem menschlichen Kopf am Halsende.

Kundi (kùndi, nkundi) ist eine üblicherweise fünfsaitige Bogenharfe bei den Azande im Norden der Demokratischen Republik Kongo, in der Zentralafrikanischen Republik und in einem angrenzenden Gebiet im Westen des Südsudan, die auch von den Mangbetu im Kongo und von anderen Ethnien in diesem Gebiet gespielt wird. Bei den Mbaka ist sie als kundu, ansonsten als nkundi, kunda, kondu und komba bekannt. Die kundi gehört wie die ngombi in Gabun und die adungu im Norden Ugandas in der auf Klaus Wachsmann (1964) zurückgehenden Klassifizierung zum Typ 2 der afrikanischen Bogenharfen. Bei diesem Typ wird der gebogene Saitenträger durch eine Tülle oder ein Loch in die Seite des Resonanzkörpers gesteckt.
Charakteristisch ist ein geschnitzter menschlicher Kopf am Ende des Saitenträgers; einige Harfen sind insgesamt anthropomorph gestaltet. Die kundi solistisch beim Gehen zu spielen ist eine wahrscheinlich vom Lamellophon sanzu übernommene Praxis. Der Name kundi mit Aussprachevarianten ist vom Azande-Wort kundhi hergeleitet, das sich aus ku („rein, einfach“) und -ndhi („spielen, glücklich sein“) zusammensetzt.

## Herkunft

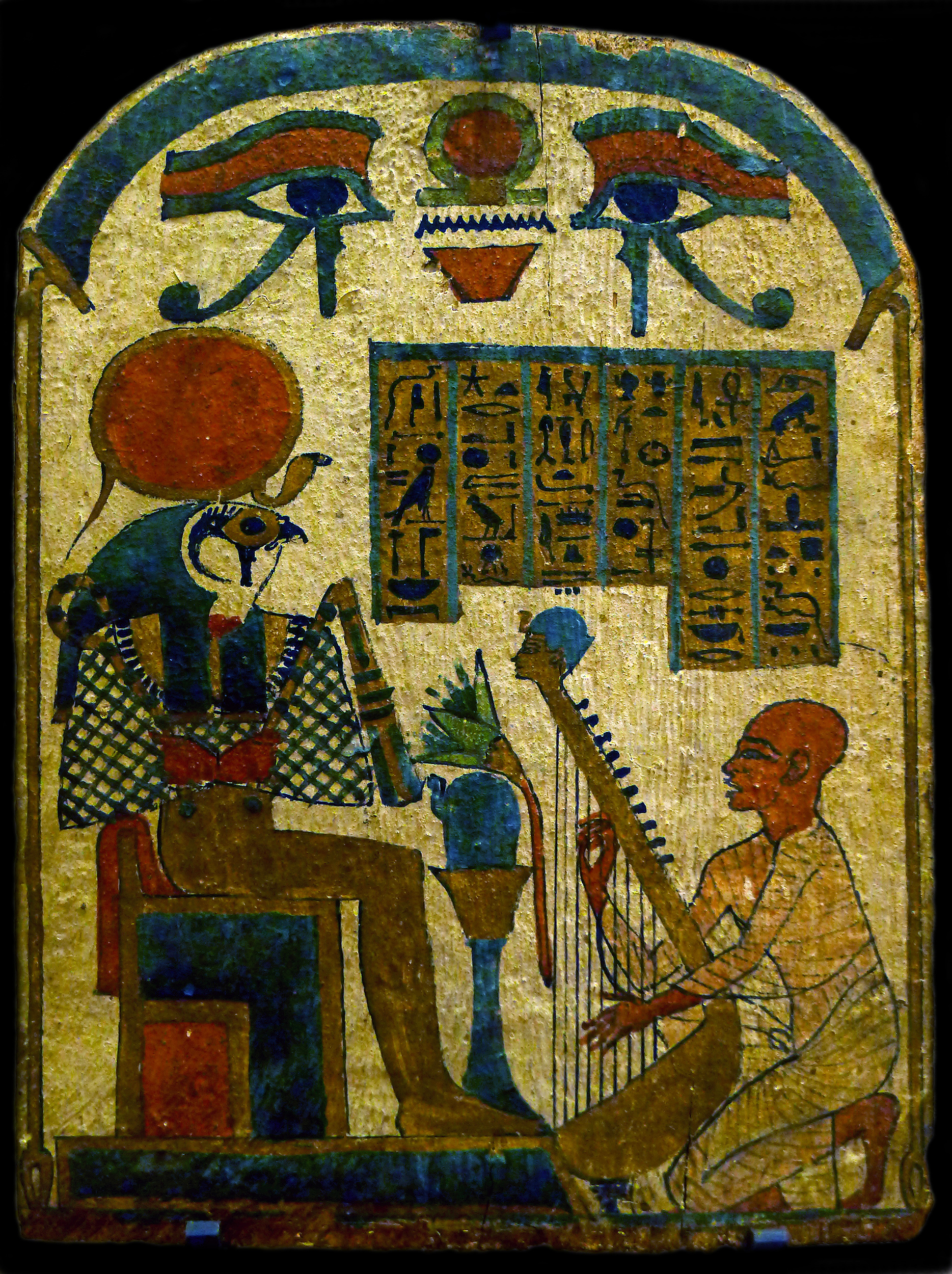
Altägyptische Sängerharfe (transportable Bogenharfe) der Dritten Zwischenzeit (um 1064–664 v. Chr.). Ein Harfner spielt vor dem Sonnengott Re-Harachte.

Die ältesten Harfen waren dem ursprünglichen Musikbogen am nächsten stehende Bogenharfen, bei denen sich die Krümmung des schalenförmigen Resonanzkörpers in der Halsstange fortsetzt. Auf einem Rollsiegel und als piktographisches Zeichen tauchen Ende des 4. Jahrtausends v. Chr. v. Chr. in Mesopotamien die ersten Umrisse von Bogenharfen auf. Im Alten Ägypten sind sie ab der 4. Dynastie (um 2600 v. Chr.) bildlich überliefert. Auf einem weiteren mesopotamischen Siegel von 2350 bis 2170 v. Chr. ist die Bogenharfe neben einer sitzenden Schlangengöttin, weiteren Schlangen, Vögeln und einer knienden menschlichen Figur zu sehen, was auf eine wesentliche kultische Funktion der Harfe hindeutet. Auch im Alten Ägypten besaßen die Harfen eine kulturelle Bedeutung, waren teilweise mit Elfenbein, Gold, Silber und Edelsteinen verziert und hatten mit Haroeris sogar einen Schutzgott. Die ältesten ägyptischen Bogenharfen bestanden aus einem Hals, der in einen schaufelförmigen Resonator überging. Mit Beginn des Neuen Reiches (Mitte des 2. Jahrtausends v. Chr.) wurden einige neue Bogenharfentypen eingeführt, darunter solche, die typologisch den zentralafrikanischen Harfen besonders nahekommen wie die Kellenharfe und die Schulterharfe, außerdem erscheint erstmals eine kleine Winkelharfe.
Mit Bezug auf die Grabungsergebnisse von Leonard Woolley in den ersten beiden Jahrzehnten des 20. Jahrhunderts in Ägypten und Mesopotamien stellt der Musikhistoriker Francis Galpin (1929) Vergleiche der ägyptischen Bogenharfen mit der burmesischen saung gauk und mit heutigen afrikanischen Harfen an. Konkret hält er einen hakenförmigen Fortsatz an einer Harfe der Fang für ein Relikt der ägyptischen Schulterharfen und den Resonanzkörper aus einem Schildkrötenpanzer einer ugandischen Harfe, die er fälschlich als „Kundi“ bezeichnet, sieht er als Ersatz für den ovalen Holzkorpus bei einer altägyptischen Harfe.
Bei seiner Methode, Kultureinflüsse weltweit, auch über weite Distanzen auf dem Seeweg zu verfolgen, untersuchte George P. Murdock (1959) die geschichtliche Ausbreitung von Nahrungsmitteln. Mit einer ähnlichen diffusionistischen Theorie versuchte Arthur Morris Jones (1964) etwa afrikanische Xylophone auf einen indonesischen Ursprung zurückzuführen (wozu auch die angebliche Ausbreitung des indonesischen kemanak bis nach Westafrika gehört). Murdock erkannte einen afrikanischen „Yams-Gürtel“. Demnach breitete sich der aus Indonesien stammende Yams von Ostafrika in einem Streifen über Kenia, Uganda, den Norden des Kongo, Gabun, den Süden des Tschad und Kamerun bis nach Nigeria aus. Weil dies ungefähr das Verbreitungsgebiet afrikanischer Bogenharfen ist, spekuliert Bo Lawergren (1981) ohne Begründung über eine Verbindung dieser Harfen mit der burmesischen saung gauk und verweist hierzu auf die Existenz ähnlicher Stabzithern (zeze) und Xylophonstimmungen in Afrika und Indonesien. Eine auf dem Handelsweg per Schiff im 1. Jahrtausend aus Indonesien nach Afrika gekommene Harfe widerspricht allerdings allen Herkunftstheorien.

### Klassifizierung nach Ankermann
Eine erste Typologie der afrikanischen Harfen innerhalb der afrikanischen Saiteninstrumente stellte Bernhard Ankermann (1901) auf. Die Harfen als die fünfte Saiteninstrumentengruppe sind demnach durch einen mit einer Hautmembran bespannten Resonanzkörper aus Holz oder einer Kalebasse, einen daran befestigten Stab als Saitenträger und in einer senkrechten Ebene von der Membran abgehende Saiten charakterisiert. Die Untergruppe 5a bezeichnet Ankermann als „Baganda-Harfe“. Die von den Baganda im Süden von Uganda gespielte ennanga besitzt einen ovalen schalenförmigen Korpus, in den der gebogene Saitenträger vom Rand bis zur Mitte hineingelegt ist. Die Saiten sind an einem weiteren Stab (Aufhängeleiste) befestigt, der dicht unter der Hautdecke vom Saitenträger bis zum gegenüberliegenden Rand der Schale verläuft. Die gesamte Konstruktion stabilisiert sich durch die gespannten Saiten. „Das ganze Instrument sieht, wenn man sich die Haut wegdenkt, wie ein riesiger Löffel aus.“
Hauptvertreter der Gruppe 5b, „A-Sandeh-Harfe“ (entsprechend „Azande“), ist die kundi. Für charakteristisch hält Ankermann den häufig wie bei einer Violine in den Seitenmitten eingebuchteten Korpus, der einschließlich der Unterseite vollständig mit Haut überzogen ist, und einen geschnitzten Kopf als oberen Abschluss des Saitenträgers. Alle Instrumente dieser Gruppe haben fünf Saiten.
Die Gruppe 5c mit Harfen aus dem Hochland von Adamaua im Norden von Kamerun und im Westen von Nigeria wird durch den trogförmigen langovalen Resonanzkörper, einen fast rechtwinklig gebogenen Saitenträger und sechs bis zehn Saiten von der ansonsten konstruktiv gleichen Gruppe 5b abgegrenzt.
Zur Gruppe 5d gehört die von Francis Galpin erwähnte Harfe der Fang. Die Form des Resonanzkörpers entspricht der Gruppe 5c. Der konstruktive Unterschied dieser Harfe gegenüber 5c besteht darin, dass der Saitenträger an einem an der oberen Stirnseite des Resonanzkörpers herausragenden Holzteil (Brett) festgebunden ist. Das hakenförmige Ende des Holzteils ist oft als menschlicher Kopf gestaltet. Diese Harfen besitzen acht bis zehn Saiten.

### Klassifizierung nach Wachsmann
Für die heutige Theorie zu den möglichen Ausbreitungsrouten der Bogenharfe von Ägypten nach Subsahara-Afrika bildet eine von Klaus Wachsmann 1964 aufgestellte Typologie die Grundlage. Wachsmann orientiert sich genauer am wesentlichen Konstruktionsmerkmal: der Verbindung zwischen Saitenträger und Resonanzkörper. Die sich hieraus ergebenden drei Bogenharfentypen werden im Artikel zur nordugandischen Bogenharfe adungu näher ausgeführt.
Den ersten Typus, zu dem die ugandische ennanga gehört, nennt Wachsmann nach dem von Ankermann gebrauchten Bild „Löffel in der Tasse“. Der zweite Typus, „Korken in der Flasche“, der bei Ankermann den Gruppen 5b und 5c entspricht, unterscheidet sich wesentlich vom ersten Typus durch eine hervorstehende Tülle wie bei der kundi oder zumindest einem Loch wie bei der adungu in der Schmalseite des Korpus, in das der Saitenträger gesteckt wird. Beim dritten Typus, shelved type („der mit einem Brett versehene Typus“), ist der Saitenträger ebenfalls seitlich in den Resonator eingesteckt und zusätzlich an einem vom Boden des Korpus ausgehenden und an der Schmalseite herausragenden Brett festgebunden. Das Brett endet in einem nach unten zeigenden Haken. Eine solche Bogenharfe ist erstmals im 1619 veröffentlichten Syntagma musicum von Michael Praetorius abgebildet und stellt ein Instrument der Kele (Bakele, Kélé-Sprecher) in Gabun mit acht Saiten dar, das portugiesische Seefahrer Ende des 15. Jahrhunderts in Gabun vorfanden. Eine entsprechende Abbildung bei Ankermann ist mit „Harfe der Fang“ betitelt. Diese achtsaitige Harfe der Fang in Gabun heißt ngombi, auch ngonfi.
Während frühe Formen des „Löffel in der Tasse“-Typus Gerhard Kubik (1982) zufolge wahrscheinlich im 1. Jahrtausend auf direktem Weg den Nil aufwärts bis in ihr heutiges kleines und isoliertes Gebiet im Süden von Uganda gelangten, nahmen die Vorläufer der heutigen Harfen mit Tüllen (zweiter Typus, „Korken in der Flasche“) vermutlich vom Reich von Kusch (um 600 v. Chr. – um 350 n. Chr.) in Nubien eine andere Route nach Westen über Darfur und den Tschadsee in ihr heute größeres Gebiet südlich der Sahelzone, wo sie wegen dessen Ausdehnung deutlich später als der zurückgedrängte erste Typus angekommen sein müssen. Mögliche Stationen auf dieser Route sind die aus Nubien stammende fünfsaitige kurbi (auch al-bakurbo) der Baggara in Darfur, über die Mahi Ismail (1972) berichtet und die gelegentlich anstelle der einsaitigen Fidel umkiki zur Liedbegleitung verwendet wird. Des Weiteren fand Franz Födermayr (1969) eine fünfsaitige Bogenharfe namens krding bei den Bilia im Rückzugsgebiet der Ennedi-Berge (im Nordosten des Tschad.

## Verbreitung
Die kundi kommt in mythischen Erzählungen vor, in denen der Ursprung der Azande mit der Unterwerfung fremder Völker unter einzelne Clans begründet wird, woraus sich demnach erst die Herrschaftsstrukturen des Azande-Volkes ergaben. Es heißt, dass eines Tages aus der Richtung, aus der die Stimmen der Ahnengeister zu hören waren, ein Mann mit einer Harfe in der Hand erschien und später auf dieser Harfe spielte. Die Harfe wird als eines der kulturellen Merkmale und Bräuche erwähnt, die seit dem Zusammenschluss der Clans das Volk der Azande ausmachen.
Das Verbreitungsgebiet der kundi erstreckt sich über den Nordosten und Nordwesten der Demokratischen Republik Kongo, den Süden der Zentralafrikanischen Republik und einen Randbereich im Südwesten des Südsudan. So zerschneiden die kolonialzeitlichen Grenzen das alte Siedlungs- und Herrschaftsgebiet der Azande. Die Harfe wird außer von den Azande auch von den Mangbetu im Nordosten des Kongo, in beiden Ländern von den Mbaka (Ngbaka), den Nzakara, den mit ihnen verwandten Sabanga und einer Reihe weiterer Ethnien teils unter eigenen Namen gespielt. Die Pygmäen, Pomo und Sangha-Sangha im Westen der Zentralafrikanischen Republik an der Grenze zu Kamerun spielen anstelle der Harfe die Stegharfe mvet.
Darüber hinaus werden auch einige Harfen mit einer anderen Korpusform und Saitenzahl kundi genannt. Harfen des zweiten Typs sind außerdem in einem weiten Gebiet von der Zentralafrikanischen Republik als Zentrum bis in den Norden Kameruns, den Nordosten Nigerias und den Süden des Tschad verbreitet. Im Tschad spielen die Bagirmi und Massa eine fünfsaitige Harfe, die in waagrechter Position auf dem Boden liegt, während die Sara und andere Ethnien ihre Harfe senkrecht gegen den Oberkörper halten. In Uganda gehören die adungu der Alur, die kinanga der Bakonjo im Ruwenzori-Gebirge und die ore oder orodo der Madi in Norduganda und Südsudan zum zweiten Typ. Dagegen ist das Verbreitungsgebiet des ersten Typs im Wesentlichen auf den Süden Ugandas und das Gebiet des dritten Typs auf Gabun beschränkt.
Die Südgrenze der afrikanischen Harfen insgesamt reicht zwischen Gabun im Westen und dem Victoriasee im Osten nur wenig über den Äquator hinaus. In der Demokratischen Republik Kongo sind Harfen und Zithern (Brettzithern, Stabzithern nzenze, Trogzithern inanga) nördlich des Flusses Kongo und östlich des Lualaba verbreitet, während im Kongobecken südlich dieser Linie Pluriarcs vorkommen.
Das Verbreitungsgebiet der Leiern überschneidet sich bis auf einzelne Regionen in Uganda nicht mit dem der Harfen. Leiern sind ab etwa 2000 v. Chr. auf altägyptischen Malereien erkennbar und gelangten unabhängig in ihr weiter östlich von den Harfen gelegenes und ebenfalls zusammenhängendes Gebiet im Sudan (tanbura), am Horn von Afrika und in Ostafrika.

## Erste Kenntnisse der Europäer

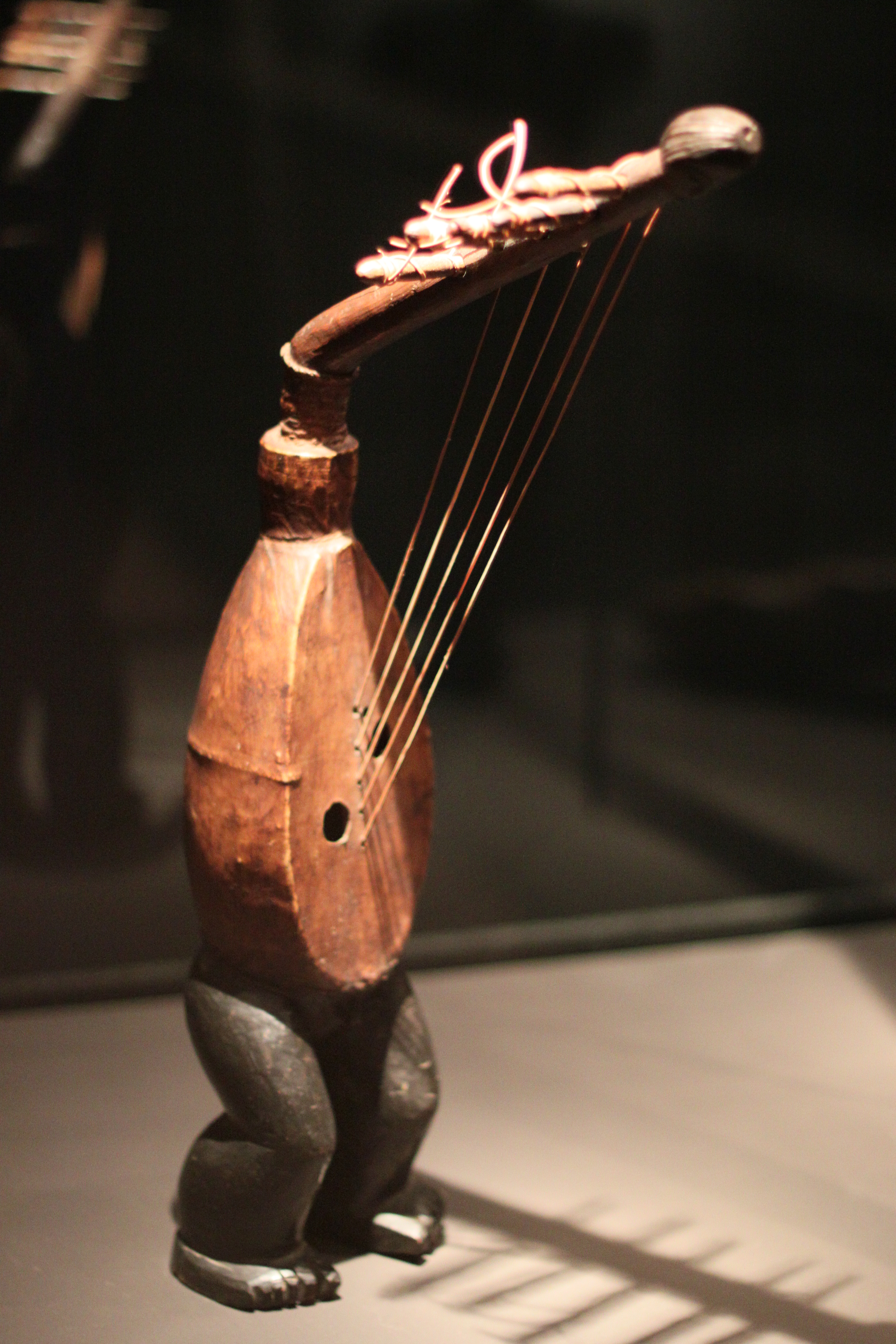
Anthropomorphe Bogenharfe der Mbaka im Nordwesten des Kongo

Eine der ersten Abbildungen einer kundi, die in Europa bekannt und später vielfach reproduziert wurde, stammt von den gesammelten Objekten, die der Afrikaforscher Theodor von Heuglin 1862 bei seinem Aufenthalt in Khartum über Händler aus dem Gebiet der Azande erworben hatte. Heuglin kam auf seiner Expedition zwar nicht bis ins Reich der Azande, erhielt aber einige Informationen über die gesellschaftlichen Verhältnisse und das Leben am Königshof von den Händlern und erfuhr als erster, dass die Leute sich selbst „Azande“ nennen. Er selbst verwendete die damals übliche Bezeichnung „Niam-Niam“, worunter unspezifisch etliche Ethnien und Untergruppen der Azande verstanden wurden, die irgendwo westlich des Weißen Nil leben. Dies führte zu einer mangelhaften Zuordnung seiner Ethnographika. Überdies geht der seit Ende des 18. Jahrhunderts in europäischen Beschreibungen vorkommende Name „Niam-Niam“ auf arabische Erzählungen aus Ägypten und dem Sudan zurück, die so seit dem Mittelalter das gesamte Zentralafrika bezeichneten, in welchem angeblich Kannibalismus praktiziert wurde und von wo sie ihre schwarzen Sklaven bezogen.
Die Erzählungen, die indirekt den frühen Nimbus der Azande-Harfen beförderten, gehen noch weiter. Ein  Abenteurer namens Louis du Couret, der sich Haddschi Abd-ul Hamid Bey nannte und angeblich zehn Jahre durch Arabien, Abessinien, Ägypten und den Sudan gereist war, veröffentlichte zwischen 1848 und 1854 etliche Artikel für wissenschaftliche Gesellschaften, mit denen er beweisen wollte, dass die „Niam-Niam“ in bislang unerreichten Gebieten am Oberlauf des Nil nicht nur Kannibalismus betrieben, sondern auch Schwänze hatten. Gelegentliche Schilderungen von Menschen mit Schwänzen im Inneren Afrikas waren auch schon vor dem 19. Jahrhundert im Umlauf. Courets weitere, qualitativ gleichwertige Berichte handeln von Mondbergen, Einhörnern und polygam lebenden Christen in Darfur. Ende der 1850er Jahre diskutierten gelehrte Kreise in Europa das Für und Wider dieser Geschichten. Als erster Europäer, der tatsächlich ins Gebiet der Azande vordrang, erreichte Georg Schweinfurth auf einer Expedition den Nil aufwärts 1870 zunächst die mit den Azande kulturell verwandten Mangbetu im Nordosten des Kongo. Schweinfurth und andere Afrikaforscher machten die Azande wegen ihrer ungewöhnlich und schön geformten Harfen in Europa bekannt. Bedeutende Museumsexemplare werden bis heute bewundert.
In Paris fand 1877 eine Auktion statt, bei der Teile der Sammlung des Instrumentenbauers Adolphe Sax nach dem dritten Bankrott seiner Werkstatt versteigert wurden. Darunter waren mindestens 14 Musikinstrumente aus Afrika südlich der Sahara einschließlich einer kundi aus dem Kongo. Die Sammlung stammte teilweise aus den Beständen des französischen Musikwissenschaftlers Guillaume André Villoteau (1759–1839), der an Napoleons Ägyptenfeldzug von 1798 bis 1801 teilgenommen hatte. Als im selben Jahr 1877 das Musikinstrumentenmuseum in Brüssel gegründet wurde, erwarb der belgische Instrumentenbauer Victor-Charles Mahillon (1841–1924), der erste Kurator des Museums, zwar noch nicht bei dieser Auktion, dafür aber wenig später mehrere wertvolle kundi.
Anfang des 20. Jahrhunderts beobachtete der Afrikaforscher Jan Czekanowski (1924) bei den Azande die Musikinstrumente Mundbogen, Harfe, Xylophon, hölzerne Standtrommel, Lamellophon und Elfenbeintrompete. Die Harfe fand er als Begleitinstrument von „Barden und Minnesängern“ (nsanga) weit verbreitet. Ein Hinweis auf den erotischen Charakter der Harfe ist Czekanowski zufolge, dass mit nsanga bei den Azande auch für sexuelle Dienste verfügbare Jungen sowie „unsittlich und ehelos lebende Weiber bezeichnet“ wurden.

## Bauform

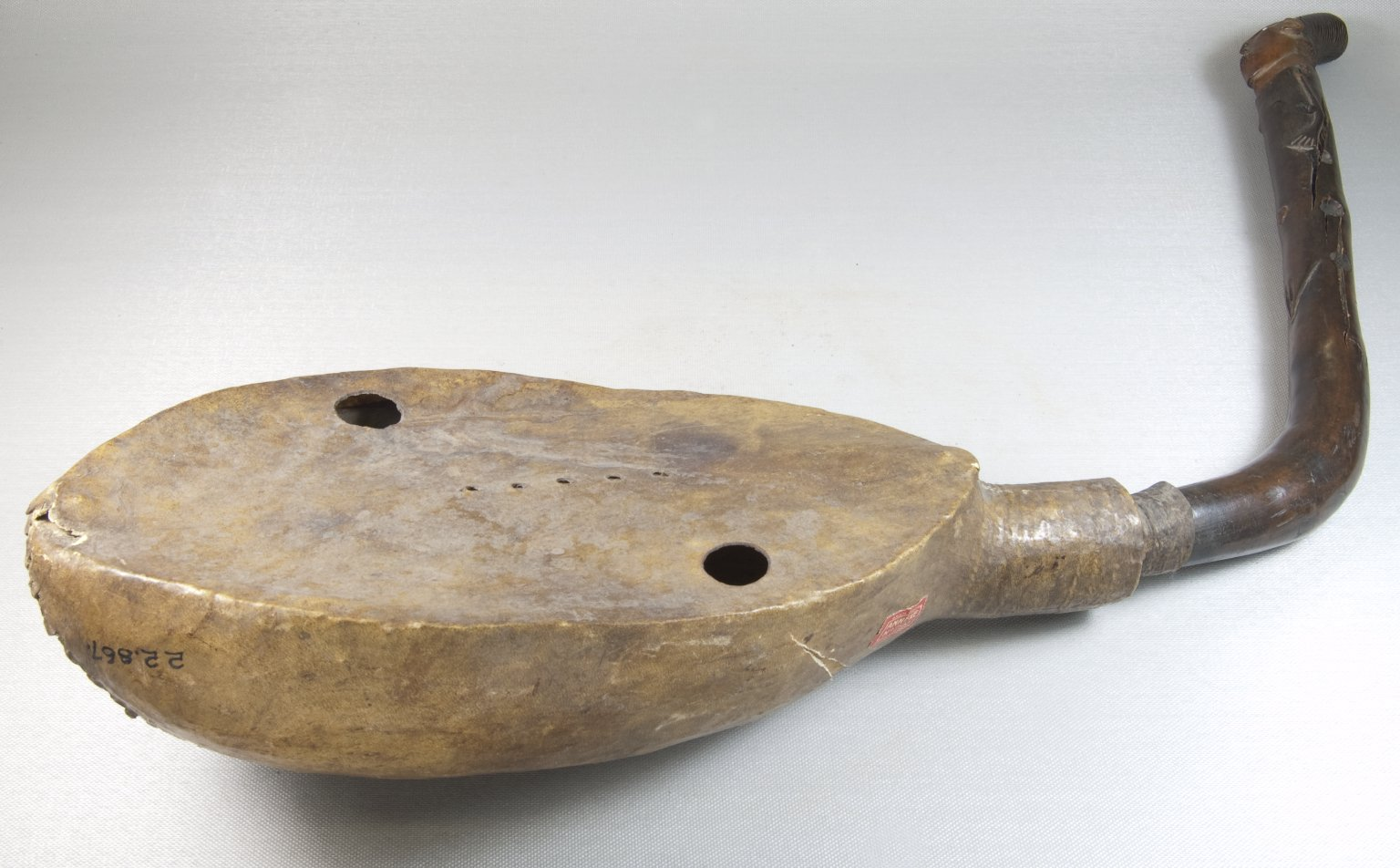
Kundi der Mangbetu mit einem ovalen Korpus. Um 1900. Brooklyn Museum

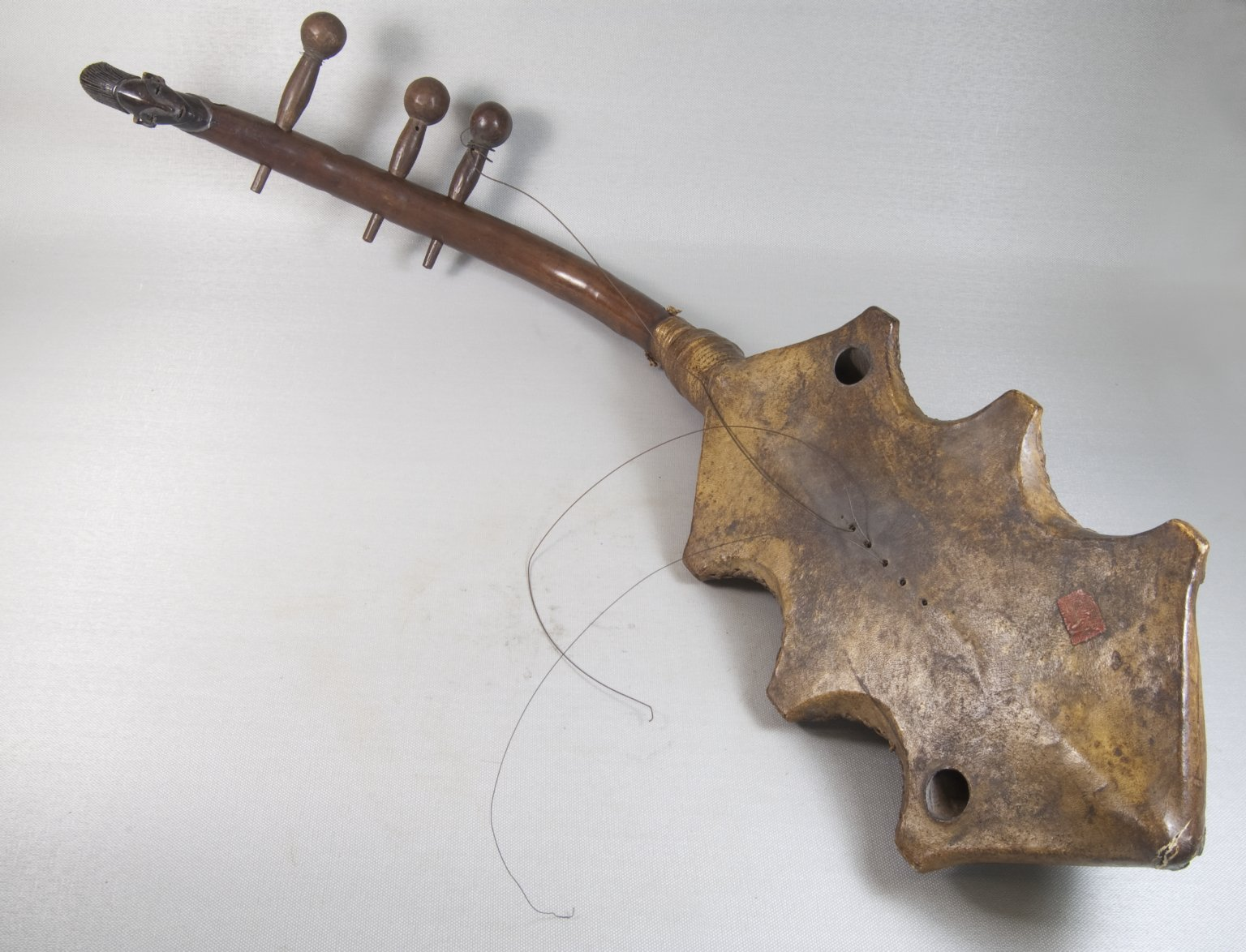
Kundi der Mangbetu mit einem seltenen doppelt eingebuchteten Korpus. Anfang 20. Jahrhundert. Brooklyn Museum

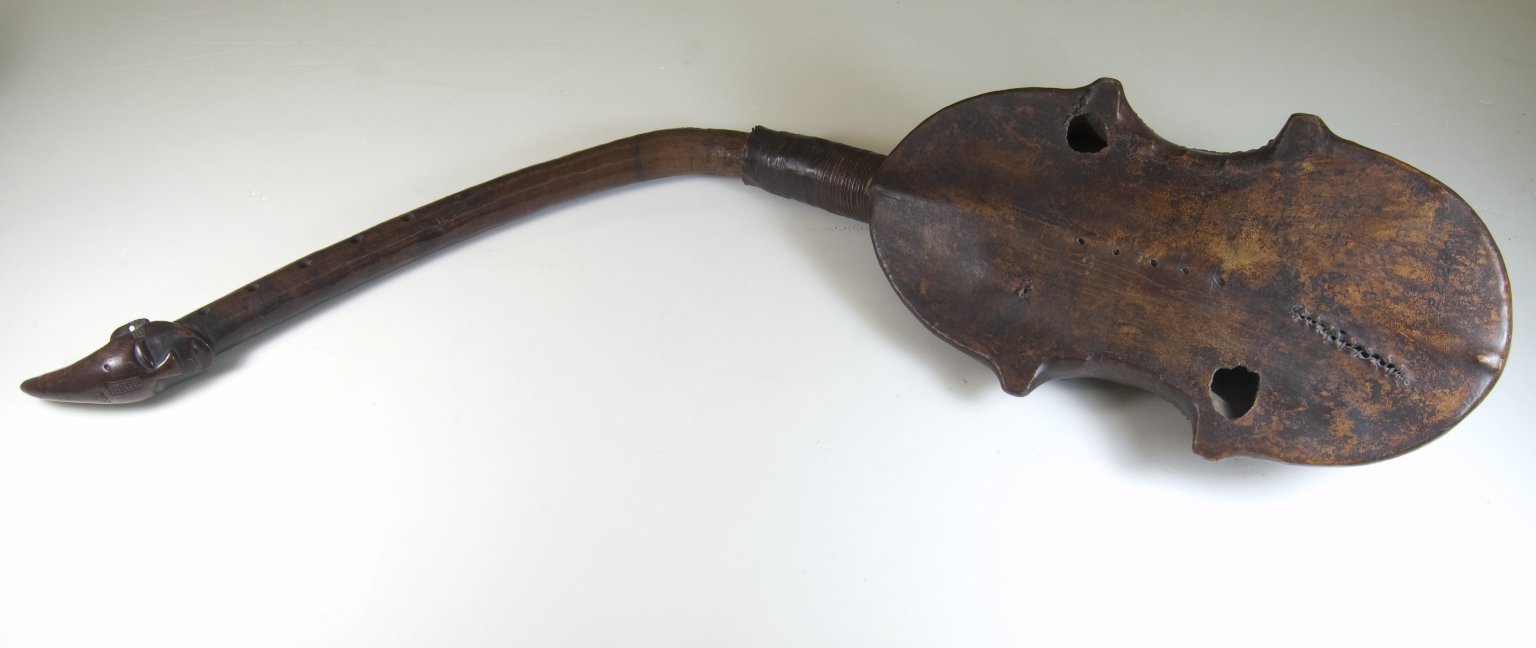
Kundi der Azande im Kongo mit einem der Violine nachempfundenen Korpus. 84,5 Zentimeter lang, Stimmwirbel fehlen. Ende 19. Jahrhundert. Brooklyn Museum.

Die kundi haben einige typische Formen, dennoch ist der Formenreichtum so groß, dass Jean-Sébastien Laurenty (1960) in seiner Studie für das damalige Musée Royal du Congo Belge die aus dem Kongo stammenden Harfen nach der Gestalt des Saitenträgers und des Resonanzkörpers in sieben Gruppen einteilt. Zur ersten Gruppe gehören Azande-Harfen mit einem Resonanzkörper aus einer langovalen oder elliptischen flachen Holzschale, die wie eine Violine an beiden Seiten stark eingebuchtet ist. Häufig treten seitlich je zwei Spitzen hervor. Dem gegenüber steht die zweite Gruppe mit einer ovalen, nicht eingebuchteten Schale. Bei beiden und bei den übrigen Gruppen gehört die kundi zum Typus zwei „mit Tüllenschäftung“ (oder „Korken in der Flasche“, bei Wachsmann tanged type), das heißt, der Saitenträger ist in ein konisches Loch am oberen flaschenhalsförmigen Ende in den Resonanzkörper eingepasst. Der Saitenträger muss nicht in der Bohrung verklebt oder anderweitig befestigt werden, denn er hält durch die Spannung der Saiten.
In Längsrichtung liegt eine Aufhängeleiste über der Schalenoberseite, die mit fünf Löchern in der Mitte zur Befestigung der an Holzstiften festgeknoteten Saiten dient. Über die Leiste und den Schalenrand ist als Decke eine Tierhaut (regional Antilopen-, Schlangen-, Ziegenhaut oder seltener Büffelhaut) gespannt und am gewölbten Boden mit einer Hautschnur zusammengenäht. Oben umgibt die Hautdecke auch den Ansatz des Saitenträgers. Die Decke besitzt zwei runde Schalllöcher schräg gegenüber in der Mitte. Diese haben neben der akustischen noch eine praktische Funktion, denn so lassen sich mit den Fingern von zwei Seiten die Saiten einfädeln und später kann eine gerissene Saite durch eine neue ersetzt werden.
Der Saitenträger besteht aus einem im unteren Drittel nach vorn in einem stumpfen Winkel (typischerweise um 70 Grad) geknickten Stab, der aus einer Astgabel eines harten festen Holzes besteht, bei der eine Verzweigung abgesägt wurde. Bei den Harfen im Norden des Kongo endet der Saitenträger häufig in einem kleinen menschlichen Kopf. Dieser Kopf ist nicht als „Maskenkopf“ zu verstehen wie bei Kulturen mit maskiert auftretenden Geheimbünden, die in der Gesellschaft der Azande keine Bedeutung haben. Die Köpfe repräsentieren eher Kulturheroen: bedeutende Häuptlinge oder Harfenspieler, Männer oder Frauen. Die Instrumente im Kongo sind insgesamt zwischen etwa 50 und etwas über 100 Zentimeter lang. In der Zentralafrikanischen Republik sind mit Köpfen beschnitzte Saitenträger selten. Die dortigen kleinen Instrumente, die beim Gehen gespielt werden können, messen insgesamt 40 bis 45 Zentimeter bei einem etwa 25 Zentimeter langen Korpus. Bei einem größeren Typ misst der Korpus rund 40 Zentimeter und das gesamte Instrument 60 bis 75 Zentimeter.
Die fünf Saiten verlaufen durch die Löcher in der Decke bis zu langen seitenständigen Holzwirbeln. Um die früher aus Darm oder Pflanzenfasern bestehenden Saiten vor Feuchtigkeit zu schützen, wurden sie mit Rizinusöl eingerieben. Seit spätestens den 1960er Jahren werden Saiten aus Nylon (Angelschnur) bevorzugt. Die Saiten werden von oben durch die Löcher in der Hautdecke gesteckt und jeweils aus dem nächsten der beiden Schalllöcher herausgezogen, um sie am Ende an einen Holzstift festzuknoten. Dann werden die Saiten mit dem anderen Ende auf die Wirbel gewickelt.
Wegen der Bekanntheit und Wertschätzung der Azande-Harfen auf dem Kunstmarkt wurden in der Kolonialzeit auch nicht zum Spielen vorgesehene Exemplare speziell als Touristenproduktion hergestellt, die mit Elfenbeinapplikationen versehen und mit Schlangenhaut bezogen für diesen Zweck ansprechend gestaltet wurden.
Die Mangbetu-Harfen unterscheiden sich von den Azande-Harfen durch einen ovalen Korpus, der am oberen Ende spitz zuläuft und in der Seitenansicht etwas aufgebogen ist. Bei den Instrumenten in der Sammlung des Münchner Stadtmuseums besteht der in die Tülle eingesteckte Hals aus Elfenbein, das als menschlicher Kopf oder zoomorph, etwa als Reptilkopf oder mit abstrakten Formen gestaltet ist. Die Hautdecke besteht aus Schlangen- oder Reptilienhaut. Die Größe der Mangbetu-Harfen ist ebenfalls sehr unterschiedlich.
Bei den Bari, Mangbele, Mangutu, Momvu und Ndunga im Nordosten des Kongo (Provinzen Haut-Uele und Bas-Uele) heißt die Harfe domo oder domu. Der Korpus ist eingebuchtet oder oval und misst etwa 50 × 15 Zentimeter. Die Decke besteht aus Antilopen- oder Echsenhaut. Traditionell sind fünf Saiten aus Pflanzenfasern, manche Instrumente besitzen bis zu acht Saiten. Die Harfen der dortigen Hema heißen djoma, besitzen sieben Saiten aus Rindersehnen und der Korpus ist mit Rindshaut bespannt. Die Baale in dieser Region nennen ihre fünfsaitige, waagrecht gespielte Harfe bonguma. Bei den Babjande heißt die Harfe maringa und bei den Meje neduma. Mit neduma sind die Bezeichnungen nedomu und nandomo der Mangbetu sprachverwandt.
Einige Instrumente, die überwiegend von den Mbaka im Nordwesten der heutigen Demokratischen Republik Kongo stammen, sind gänzlich anthropomorph gestaltet. Sie besitzen einen menschlichen Kopf, einen annähernd rechteckigen Korpus mit gerundeten Ecken und zwei am unteren Ende vom Korpus abstehende, figürlich gestaltete Beine. Hierbei stellt der Korpus den Bauch der Figur dar, manche Harfen haben außerdem weibliche Geschlechtsmerkmale. Gelegentlich ist nur der Hals als weibliche Figur gestaltet und manchmal endet der Hals in einem maskenartigen Frauenkopf. Die Mbaka nennen die anthropomorphe Harfe mit fünf, seltener sieben Saiten aus Pflanzenfasern seto. Die seto repräsentiert den gleichnamigen mythischen Urahn der Mbaka. Seto und die weibliche Nabo sind das erste Geschwisterpaar und werden üblicherweise als männlich-weibliche Figurengruppe dargestellt. Die Decke der seto besteht aus Antilopenhaut. Ähnliche anthropomorphe Harfen sind im Nordwesten des Kongo bei den Mbanja, Nzakara, Poto und Sango sowie in der Republik Kongo bekannt. Bei den Budu ist für diese Harfe der mit kundi verwandte Name komba gebräuchlich. Andere Namen für Harfen der Mbaka sind kundu und kokoro.

## Spielweise

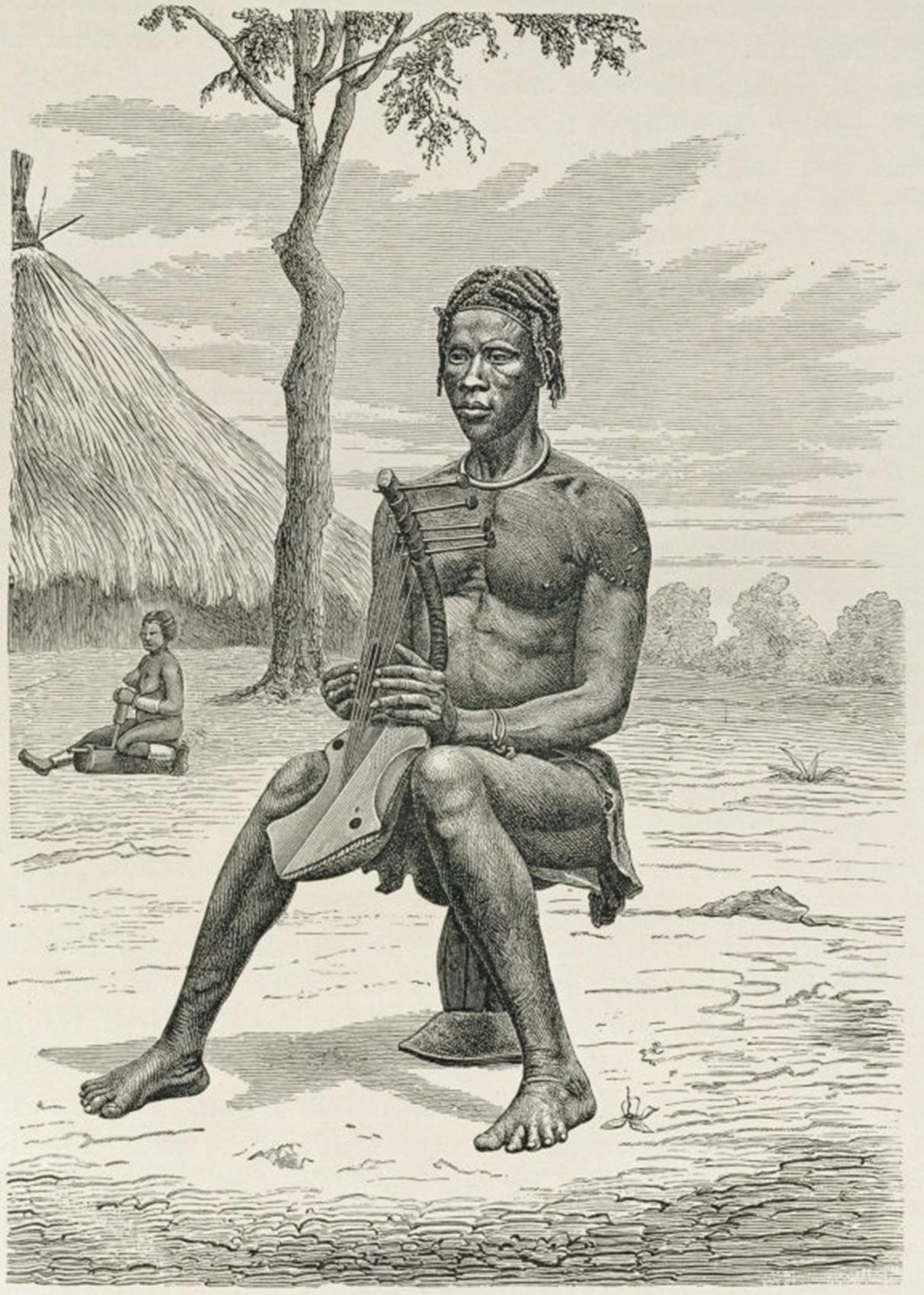
Azande-Musiker mit einer kundi in vertikaler Spielhaltung. Abbildung in: Friedrich Ratzel, Die Naturvölker Afrikas, 1885

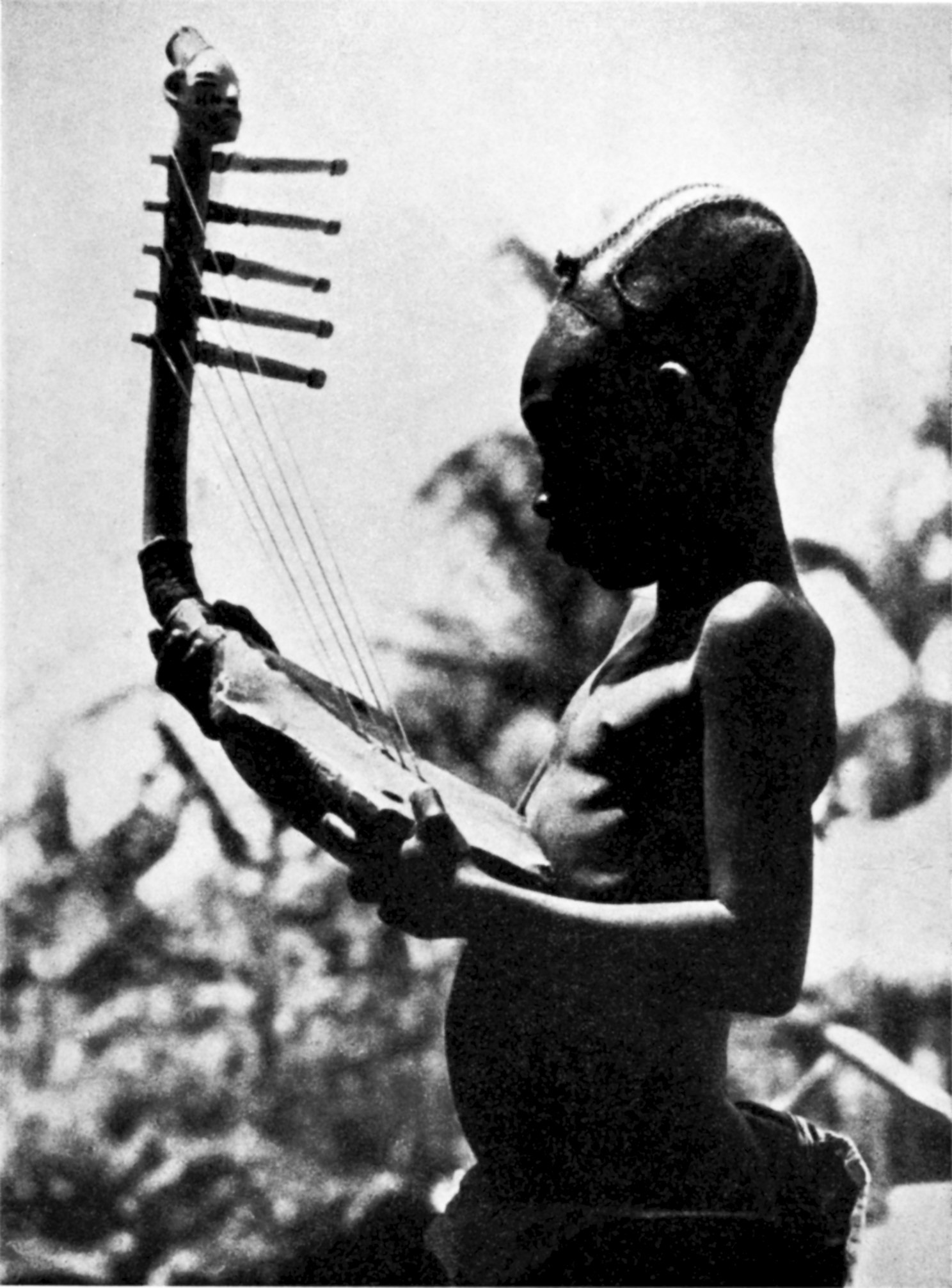
Ein Mangbetu-Junge spielt kundi in horizontaler Haltung. Vor 1940

Harfen und Lamellophone sind nach wie vor die beliebtesten traditionellen Musikinstrumente in der Zentralafrikanischen Republik zur privaten Unterhaltung. Instrumentales Spiel und Gesang gelten als die beiden Aufführungsformen von Musik, als deren Resultat der nicht als unabhängige Aktivität wahrgenommene Tanz entsteht. Erst in jüngerer Zeit wurden für „Musik“ die Begriffe mosoko und ngombi in die Nationalsprache Sango eingeführt. Das Wort kundi steht derart im Zentrum der Instrumentalmusik, dass es Azande gelegentlich auch für ein Lamellophon (sanzu bei den Azande, im Kongo likembe) verwenden. Kundi werden wie afrikanische Harfen allgemein meist solistisch gespielt, eine Ausnahme für ihren Einsatz in Ensembles ist die adungu in Uganda. Überwiegend dienen Harfen zur Begleitung von mythischen und historischen Erzählungen und sonstigen Liedern aus der mündlichen Tradition. Neben dem solistischen Spiel der kundi stellen Gerhard Kubik (1964) zufolge von kponingbo-Ensembles begleitete Tänze die zweite traditionelle Unterhaltungsform in der Zentralafrikanischen Republik dar. Das Holmxylophon kponingbo wird in einem vollständigen Tanzmusikensemble zusammen mit der Schlitztrommel guru, der zweifelligen Röhrentrommel gaza und Metallhandglocken nzoro in den Händen der Tänzer gespielt.
Es gibt zwei Spielhaltungen für afrikanische Bogenharfen. Seit Ende der 1950er Jahre am weitesten verbreitet ist die „waagrechte“ Haltung, bei welcher der Hals vom Körper weg gerichtet ist, die Harfe also ähnlich wie ein Lamellophon vor dem Oberkörper gehalten wird. Nur in dieser Position wird die Harfe auch beim Gehen gespielt, wie das mit einem Lamellophon üblich ist. Dem steht – basierend auf einer Terminologie von Hugh Tracey (1948) – die ältere, von altägyptischen Darstellungen bekannte, „senkrechte“ Spielhaltung gegenüber. Der Spieler drückt hierbei den Hals der Harfe gegen seinen Oberkörper. Die Saiten zupft er mit drei Fingern der rechten und zwei Fingern der linken Hand. Eine in dieser Haltung gespielte Harfe wurde früher (laut einer Information aus den 1960er Jahren zu den Azande im Südsudan) auch sagiru genannt, zusammengesetzt aus „drehe (sa) den Rücken (ru) der Harfe gegen den Spieler (gi)“. Das Spiel in senkrechter Haltung ist schwerer zu erlernen. Abgesehen von der unterschiedlichen Handhabung ist die Beziehung des Musikers zu seinem Instrument anders. Bei der senkrechten Haltung spürt der Musiker, wie sich die Vibration der Saiten über den Hals des Instruments auf seine Brust überträgt. Dadurch wirkt die Musik mehr auf ihn selbst ein, während beim Spielen in waagrechter Haltung – und beim Gehen – die Musik (auch) Zuhörer erreichen soll. In den 1960er Jahren gab es in der Zentralafrikanischen Republik noch kaum Gitarren und die kundi-Spieler sprachen sich gegenseitig als „Gitarristen“ an.
Eine Merkhilfe für die Saitenstimmung sind die Tonhöhen in der tonalen Sprache Azande bei der Wortfolge wili pai sa su-nge, „etwas ein bischen, das ist Arbeit“, mit der Bedeutung „was gut werden soll, braucht etwas Mühe“. Die Saiten sind stets pentatonisch gestimmt. Von der inneren (kürzesten) Saite 1 bis zur äußeren Saite 5 entsprechen die fünf Silben ungefähr den relativen Tonhöhen e–d–c–a–g in der absteigend gedachten Azande-Tonskala. In der Praxis besteht eine relativ große Toleranzspanne bei den nach Gehör gestimmten Instrumenten. Bei einer horizontal gespielten Harfe, die Gerhard Kubik 1964 aufgenommen hatte, ergab sich folgendes Messergebnis:  Saite 1 – 734,5 Hz (ungefähr fis2), Saite 2 – 676 Hz (zwischen e2 und f2), Saite 3 – 595 Hz (ungefähr d2), Saite 4 – 495,5 Hz (ungefähr h1), Saite 5 – 451 Hz (zwischen a1 und b1). Die Intervalle sind unterschiedlich groß im Bereich zwischen einem Halbton und einer großen Terz. Absolute Tonhöhen sind nicht festgelegt, sondern hängen von der Größe der Harfe ab. Die Harfensaiten werden von der obersten beginnend abwärts gestimmt.
Die Nummerierung der 12 oder 13 Platten beim Holmxylophon kponingbo geht ebenfalls vom höchsten Ton aus und die Harfenstimmung ähnelt der des Xylophons. Die Stimmung eines Xylophons mit 12 Platten kann mit sa su -nge wili pai sa su nge wili pai sa su wiedergegeben werden. Falls ein Xylophon verfügbar ist, werden häufig dessen absolute Tonhöhen für die Harfe übernommen. Stilistische und rhythmische Eigenheiten zeigen, dass die Xylophonmusik der Azande aus dem Kongo stammt und die Gemeinsamkeiten bis zur Provinz Katanga im Süden reichen. Die Harmonik basiert überwiegend auf Quarten. Auch ohne absolute Tonhöhen liegt die tonale Basis bei der Harfenmusik auf der dritten Saite (Silbe sa).
Gerhard Kubik (1964) zufolge sollte ein Harfenspieler, bevor er mit dem eigentlichen Spiel beginnt, eine melodische Phrase spielen, die sich an der Merkformel orientiert und aus drei Sätzen besteht: „Wili pai sa sunge. (2x) Mu ta kundi ki bi bialeu kindi. Kuluo pai sa sunge.“ (Gemeint ist: „Eine kleine Anstrengung zu unternehmen, das ist wirklich Arbeit. Man muss Harfe spielen und zur Harfe singen. Die alten Dinge, das ist wirklich Arbeit.“) Satz 1: Der Spieler hört die Intervalle durch. Satz 2: Der Spieler zupft nacheinander die gewünschten Zusammenklänge e–c, d–a und c–g. Satz 3: Die Tonleiter wird wiederholt.
Für das „horizontale“ Harfenspiel verwendet man drei Finger: Daumen und Zeigefingen der rechten Hand, mit denen das Spiel beginnt, sowie den Daumen der linken Hand. Beide Hände wiederholen eine einfache melodische Formel aus zwei bis drei Tönen. Beide Tonfolgen zusammen ergeben ein verzahntes Rhythmusmuster, bestehend aus unabhängigen Metren (bimetrische Struktur) oder führen stellenweise zu Offbeat-Positionen zwischen den Zählzeiten. Zwei für sich gehörte triviale Tonfolgen ergeben aus der Relation der drei Töne zu den zwei Tönen eine komplexe spannungsgeladene Rhythmik mit melodischen Strukturen.
Azande, die ihre Musik kennen, hören aus dem instrumentalen Spiel der Harfe die Textmelodie der Töne heraus. Dadurch wird für die zur Harfe gesungene Gesangsstimme eine Übereinstimmung erstrebt, während die gesungenen Töne häufig zwischen dem Unisono und der Oktave zu den gespielten Tönen wechseln. Die Gesangsstimme übernimmt an bestimmten Stellen einzelne Töne der Harfe im Unisono oder in der Oktave und behält sie für eine längere Dauer. Die Stimme ist also vorübergehend von der melodischen und rhythmischen Struktur der Harfe unabhängig, bis sie wieder darauf zurückkommt. Eine Art der Variation besteht darin, eine Tonfolge der Gesangsstimme durch mehrere gleiche Töne zu ersetzen, was zu einer rhetorischen Betonung führt und psychologisch einen erregenden Effekt hat, der sich vom Musiker auf den Zuhörer auswirken kann. Der Musiker gerät in einen vorwärts treibenden Spielfluss, bei dem er oft bis zur Ermüdung weiterspielt.
Neben der auf der genannten Merkformel basierenden Stimmung gibt es, wie Gerhard Kubik (1964) erfuhr, noch eine „auf englisch spielen“ genannte Stimmung, bei welcher die mittlere Saite um einen Halbton tiefer gestimmt wird. Somit muss das wili pai sa su-nge als su-nge wili pai sa gesungen werden. Daraus ergibt sich ein veränderter Einsatz der Finger: Saite 1, 2: rechter Daumen und rechter Zeigefinger; Saite 3, 4, 5: linker Daumen. Das heißt, die rechte Hand spielt nun nicht mehr die tiefen, sondern die hohen Töne und umgekehrt spielt nun die linke Hand die tiefen Töne. Alle Melodien sind auf diese Weise transponiert und der Sänger muss bei gleichem Tonumfang der Harfe tiefer oder höher singen. Nicht alle Melodien sollen sich für die „englische“ Stimmung eignen, andere Melodien seien speziell hierfür komponiert.
Anthropomorphe Harfen stellten sitzende Musiker der Mbaka und anderer Ethnien beim Spiel mit den Füßen des Instruments senkrecht vor sich auf den Boden, um ihre Lieder zu begleiten.
Der 1971 in Südafrika geborene Komponist und Musiker Anthony Caplan schrieb 2010 das Instrumentalstück Kundi Dreams für kundi und Oboe, das nicht auf der Azande-Pentatonik, sondern auf der hexatonischen Skala der Xhosa basiert. Die kundi steuert die harmonische und rhythmische Begleitung für die melodieführende Oboe bei.